# Журегино
Журегино — деревня в Сокольском районе Вологодской области.
Входит в состав Чучковского сельского поселения, с точки зрения административно-территориального деления — в Чучковский сельсовет. Расположена к северу от автодороги А123.
Расстояние по автодороге до районного центра Сокола — 93 км, до центра муниципального образования Чучкова — 11 км.
По данным переписи в 2002 году постоянного населения не было.